# Adolf von Wangenheim-Wake

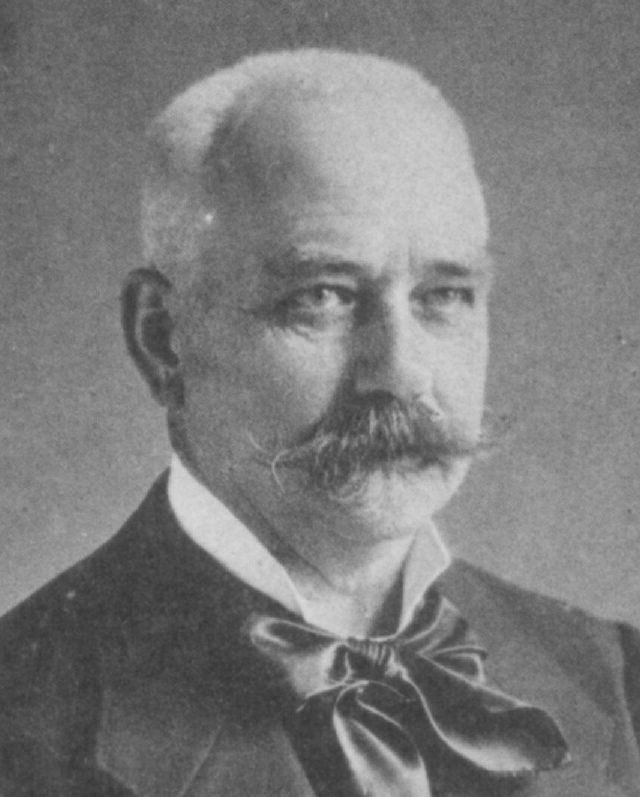
Adolf von Wangenheim-Wake als Reichstagsabgeordneter 1912

Adolf Georg Walrab Freiherr von Wangenheim-Wake (* 3. August 1854 in Hannover; † 30. März 1936 in Eldenburg) war Rittergutsbesitzer aus der Familie von Wangenheim und Mitglied des Deutschen Reichstags.

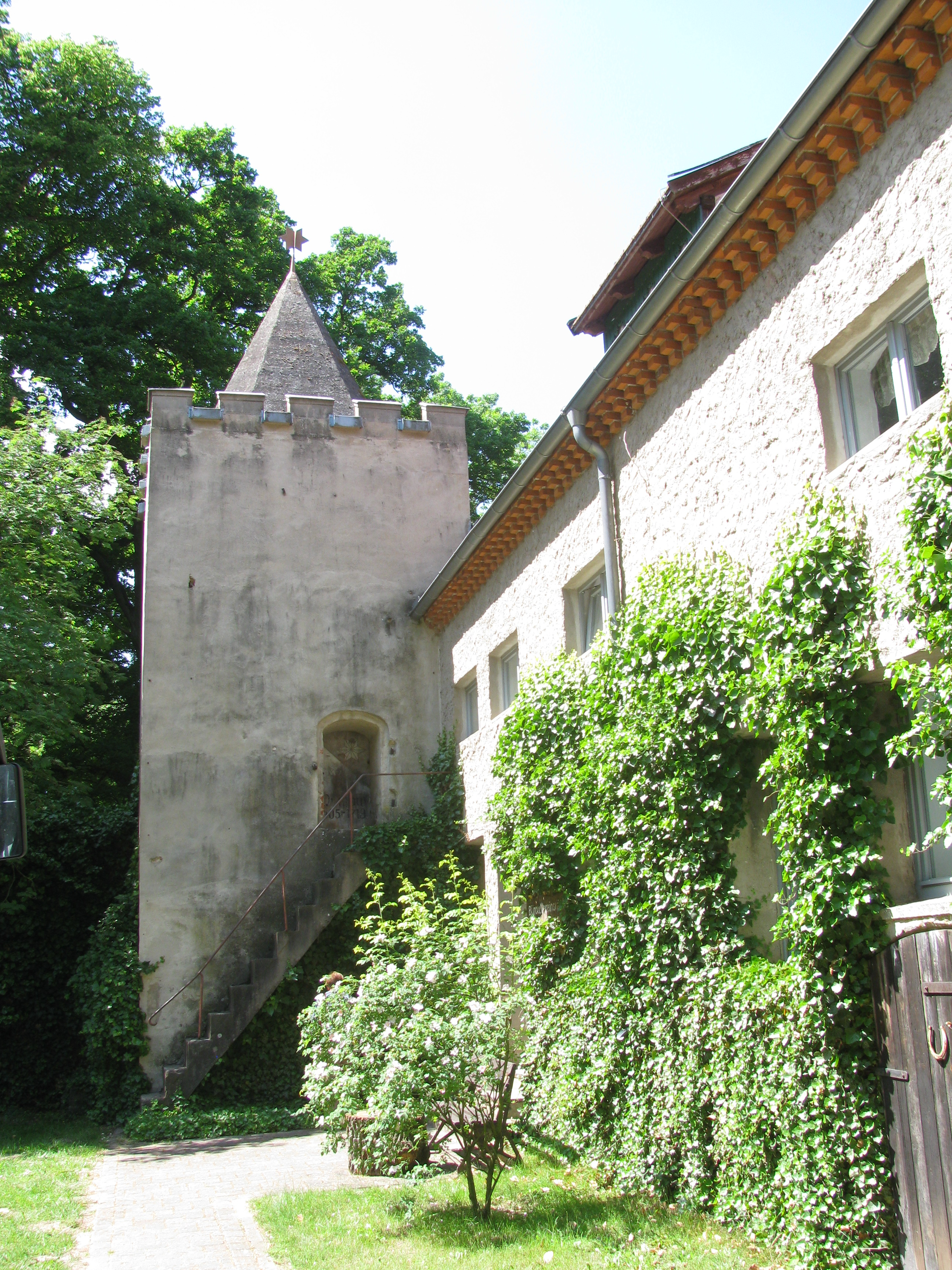
Eldenburg mit Quitzowturm

## Leben

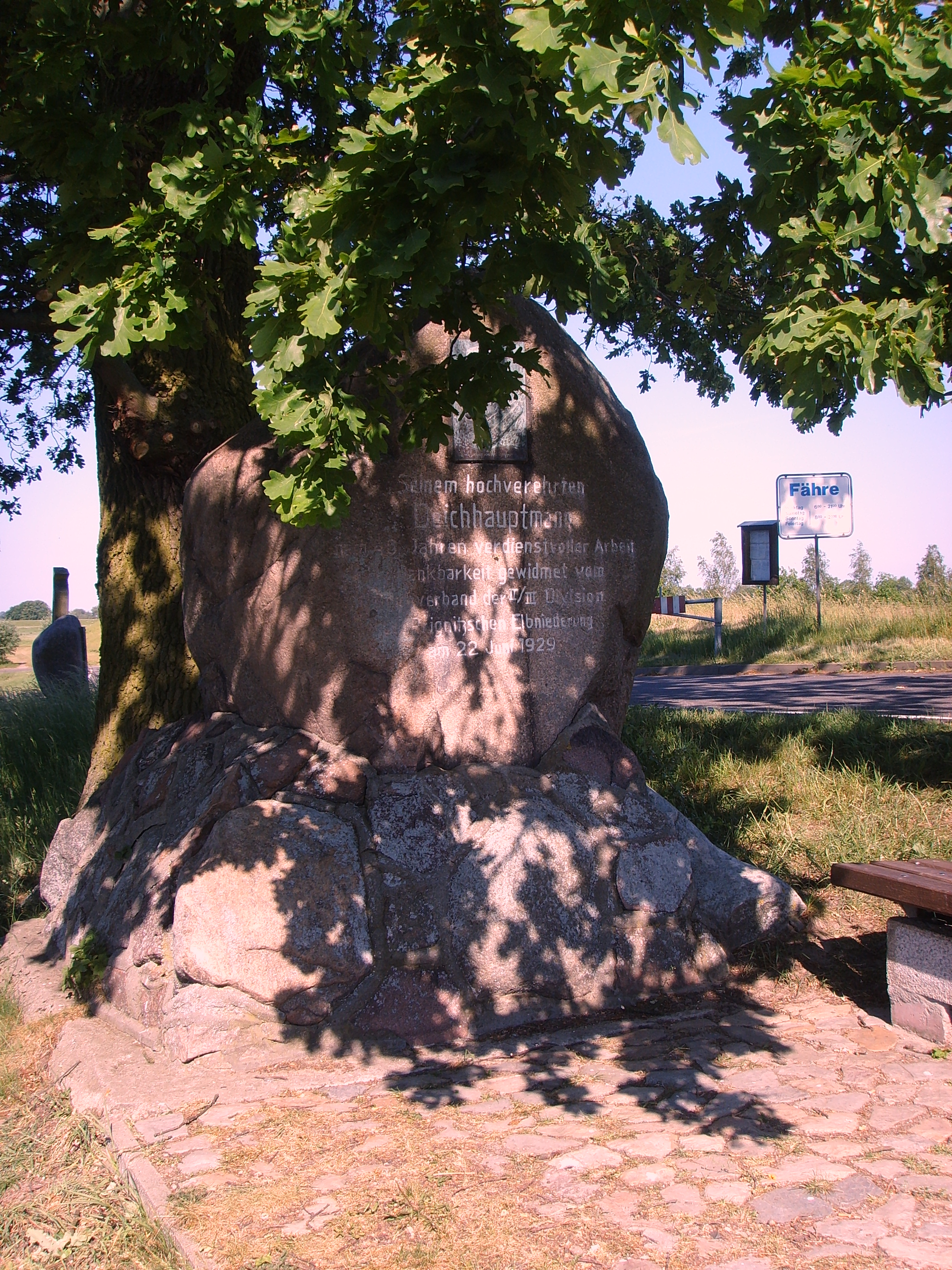
Gedenkstein für Adolf von Wangenheim-Wake als Deichhauptmann in Lenzen/Elbe

Wangenheim war Sohn des Klosterkammerdirektors Hermann von Wangenheim und der Charlotte von Wangenheim, Tochter der Améli von Hake und des Freiherrn Adolf von Wangenheim. Er besuchte das Vitzthumsche Gymnasium in Dresden von 1868 bis 1873 und studierte an den Universitäten Bonn und München von 1874 bis 1877 Rechts- und Verwaltungswissenschaften. Er war Mitglied der Kreistage für die Westprignitz und den Kreis Göttingen, Amtsvorsteher und Deichhauptmann des Deichverbandes der II. und III. Division der Prignitzer Elbniederung. Der Westprignitzer Deichverband setzte seinem Chef schon zu Lebzeiten anlässlich seiner 40-jährigen Tätigkeit als Deichhauptmann am 22. Juni 1929 auf dem Elbdeich bei Lenzen einen Gedenkstein, der noch heute (2016) erhalten ist. Bereits 1888 verlieh ihm der junge Kaiser Wilhelm II. den Roten Adlerorden 4. Klasse. Von 1898 bis 1903 war Wangenheim Mitglied des Ausschusses zur Untersuchung der Wasserverhältnisse in den der Überschwemmungsgefahr besonders ausgesetzten Flussgebieten, Mitglied des Internationalen ständigen Verbandes der Schifffahrtskongresse, Mitglied des Zentralvereins für Deutsche Binnenschiffahrt und Mitglied des Bezirkseisenbahnrats Altona.
Von 1881 bis 1887, von 1890 bis 1903 und von 1912 bis 1918 war er Mitglied des Deutschen Reichstags für den Wahlkreis Provinz Hannover 16 Lüneburg, Soltau, Winsen (Luhe) und die Deutsch-Hannoversche Partei.
Er war seit 1874 Mitglied des Corps Borussia Bonn.

## Familie
Adolf Georg Walrab von Wangenheim hatte noch 3 Schwestern, von denen die älteste, Charlotte (1851–1879) mit Berthold Graf von Bernstorff, Reichstagsabgeordneter, die mittlere, Elisabeth (geb. 1852), mit Eberhard Graf von Bernstorff (1848–1933), großherzogl.-meckl.-strel. Forstmeister und die jüngste, Hedwig (geb. 1859), mit Bernhard von Hammerstein vermählt war. Er selbst verheiratete sich am 3. Oktober 1882 mit Ella Freiin von Wangenheim (1862–1934) aus dem genealogischen Stamm B (Winterstein) der Gesamtfamilie. Beide bewohnten seither die Eldenburg bei Lenzen in der Prignitz, ein Renaissanceschloss der Familie von Quitzow aus der Zeit um 1600. Die Burg erlitt durch einen Großbrand am 14. April 1881 erhebliche Schäden und wurde danach in etwas schlichteren Dimensionen wieder aufgebaut und innen für das junge Paar neu hergerichtet. In Eldenburg wurden die Söhne Hans Georg (gef. 1916 als Leutnant) und Walrab (1884–1947) geboren. Walrab von Wangenheim vermählte sich am 3. Mai 1922 in Rudolstadt mit Elisabeth Freiin von der Recke (1893–1972) und wählte das Gut Waake bei Göttingen als Familien-Wohnsitz, wo auch die drei Kinder dieser Ehe geboren wurden: Margarete (1923), Charlotte (1924), verm. Gräfin v. Pfeil und Kl. Ellguth, sowie Adolf (1927), der 1947 Waake erbte und später für die CDU im niedersächsischen Landtag saß. Für den im Ersten Weltkrieg gefallen Sohn Hans Georg ließen die Wangenheims auf dem Friedhof in Eldenburg ein besonderes Grabkreuz und außerdem auch einen Gedenkstein für die Gefallenen des Krieges aus den Ortschaften Eldenburg, Seedorf und Moor errichten. Einen eigenen Begräbnisplatz für die Familie gab es in Eldenburg allerdings nicht, der befand sich in Waake.
Adolf Freiherr von Wangenheim beging im Jahre 1932 mit seiner Frau Ella von Wangenheim, geb. von Wangenheim a. d. H. Sonneborn (1862–1934), auf Schloß Eldenburg das Fest der Goldenen Hochzeit, zu dem viele Abordnungen und Gäste aus dem ganzen Kreis erschienen waren. Von Ella von Wangenheim stammt das 1900 der Kirche zu Seedorf gestiftete und von ihr selbst gemalte Altarbild. Von ihrer Hand stammen auch einige schöne Ölbilder, die die Eldenburger Innenräume in der Zeit um 1910/1930 darstellen. Nach dem Tode seiner Frau (1934) diktierte Adolf von Wangenheim im Sommer 1935 seiner Hausdame Fräulein Anni von Göben seine Lebenserinnerungen in die Schreibmaschine. Die Seiten wurden eingebunden und mit einigen Fotos und Zeichnungen versehen. Diese Erinnerungen befinden sich im Archiv in Waake.